# 1978 na política

## Eventos
Ano Internacional Antiapartheid, pela ONU.
- 27 de Fevereiro - A Presidência, a Assembleia e o Governo da República Portuguesa repudiam o pedido do dirigente líbio Muammar al-Gaddafi para a independência da ilha da Madeira, considerada pela Organização de Unidade Africana como pertencendo a África.
- 7 de Julho - Independência das Ilhas Salomão.
- 1 de Outubro - Independência de Tuvalu.
- 3 de Novembro - Independência da Dominica.
- 22 de Novembro - Carlos Alberto da Mota Pinto substitui Alfredo Nobre da Costa no cargo de primeiro-ministro de Portugal.
- 31 de Dezembro - No Brasil, Ernesto Geisel envia emenda ao congresso para acabar com o AI-5, num passo importante que confirma as promessas de transição lenta e gradual da ditadura para a democracia.

- Deng Xiaoping inicia reformas na República Popular da China.
- Na Espanha é adotada uma nova Constituição.
- George W. Bush concorre à Câmara dos Representantes e é derrotado pelo democrata Kent Hance.
- A Grécia adota a sua bandeira atual.
- Bülent Ecevit substitui Süleyman Demirel como primeiro-ministro da Turquia.
- Julio César Turbay Ayala substitui Alfonso López Michelsen como presidente da Colômbia.

## Nascimentos
| Data | Nome | Profissão | Nacionalidade | Observações | Ref |
| ---- | ---- | --------- | ------------- | ----------- | --- |

## Mortes
| Data           | Nome                 | Profissão                                                                                | Nacionalidade          | Observações | Ref |
| -------------- | -------------------- | ---------------------------------------------------------------------------------------- | ---------------------- | ----------- | --- |
| 27 de abril    | Mohammed Daoud Khan  | Primeiro-ministro de 1953 a 1963 e presidente da República do Afeganistão de 1973 a 1978 | Emirado do Afeganistão | n. 1909     |     |
| 17 de outubro  | Giovanni Gronchi     | presidente de Itália de 1955 a 1962                                                      | Itália                 | n. 1887     |     |
| 10 de dezembro | Emilio Portes Gil    | presidente interino do México de 1928 a 1930                                             | México                 | n. 1890     |     |
| 11 de dezembro | Raúl Alberto Lastiri | presidente da Argentina em 1973                                                          | Argentina              | n. 1915     |     |
| 27 de dezembro | Houari Boumédiène    | presidente da Argélia de 1965 a 1978                                                     | Argélia                | n. 1932     |     |